# هریوا
هَریوا (اوستایی: هَرَئیووا Haraēuua؛ پارسی باستان: هَرَیوا Haraiva؛ یونانی باستان: آرئیا Ἀρεία (نباید با نام یونانی آریانا (Arianē) اشتباه شود)؛ (لاتین: آریا Aria) سرزمینی باستانی واقع در درهٔ حاصلخیز هریرود (به یونانی: Ἄρειος آرئیوس) بوده‌است.
این سرزمین که نامش را نیز از هریرود گرفته در قدیم بسیار حاصل‌خیز و هم مرکز شراب‌سازی بوده‌است. بطلمیوس موقعیت هریوا را در جنوب مرو و باختر، در شرق پارت و بیابان کارمانیا، شمال زرنگ و غرب پاروپامیز آورده‌است و بنابراین مشتمل بر تقریباً ولایت هرات امروزی در افغانستان می‌شده‌است. پایتخت آن قبل از حملهٔ اسکندر مقدونی به ایران، آرتاکوانا (به یونانی: Ἀρτακόανα) بوده‌است. مردم هریوا را هروی می‌نامند.

## ورود آریایی‌ها
هروی‌ها (به یونانی: آرین‌ها) دسته‌ای از تیره‌های آریایی بودند که در هزارهٔ دوم پ.م. زادبوم خود در آسیای میانه را رها کرده و از ناحیهٔ رودخانهٔ آمودریا (اکسوس یا جیحون) به داخل فلات ایران روی آوردند و در سرزمینی بارور، پیرامون درهٔ حاصلخیز هریرود (به لاتینی: Arius) جای گرفتند. نام سرزمینشان را به نام این رودخانه، هریوا نامیدند، که کم و بیش با ولایت هرات امروزین همانند است. واژه هرَی از زبان ایرانی باستان هَرَیو آمده که به معنی «پُرشتاب» است.

## هریوا در اوستا
هریوا در فَرگَرد نخست وندیداد اوستا به نام هَرویو (Harôyu) آمده‌است که «ششمین سرزمین و کشور نیکی که من، اهورامزدا، آفریدم هرویو و دریاچه‌اش بود.»

## دوران‌های ماد و هخامنشیان
در سده‌های واپسین هفتم و آغازین ششم پ.م. هریوا به‌دست پادشاهی ماد افتاد و پس از نابودی پادشاهی ماد به‌دست کوروش بزرگ، یکی از ساتراپی‌های هخامنشیان به‌شمار می‌رفت. نام هریوه در فهرست سرزمین‌های تابع هخامنشیان در تمام سنگ‌نوشته‌های بجای‌مانده از دورهٔ داریوش بزرگ و خشایارشا آمده‌است. به‌گفتهٔٔ بطلمیوس گیتی‌شناس یونانی، مرکز فرمانروایی هخامنشیان در هریوا، در آرتاکوانا بوده‌است. هرودوت تاریخ‌دان یونانی نیز در کتاب سومش هروی‌ها را در فهرست مالیات دهندگان ایران آورده‌است.

## دوران اسکندر
به گفتهٔ تاریخ‌دان یونانی هرودوت، اسکندر مقدونی در ۳۳۰ پ.م. آرتاکوانا، مرکز ساتراپی هریوا را تصرف کرد. ساتراپ هریوه در آن زمان ساتی‌برزن نام داشت. اگر چه مردم هریوا بسختی مقاومت کردند اما سپاهیان اسکندر موفق به فتح شهر شده و آن را ویران و بیش از نیمی از مردم آن را به قتل رساندند. اسکندر سپس شهر را آباد کرد و نام آن را «اسکندریه آریانا» (به یونانی: Αλεξάνδρεια, η Αρειανή الکساندریا آرئیانه) یا به‌طور ساده‌تر «اسکندریه آریا» نهاد.

## دوران‌های سلوکی و اشکانی
بعد از مرگ اسکندر (در سال ۳۲۳ پ. م)، هریوا به جزئی از قلمرو امپراتوری سلوکی تبدیل شد. تا این‌که بعد از سال ۲۴۰ پ.م. دو سرزمین همسایهٔ هریوا یعنی باکتریا و پارتیا اعلام استقلال کرده و از قلمرو سلوکی جدا شدند. در این زمان هریوا، جزئی از قلمرو پادشاهی باکتریا شد. در بین سال‌های ۲۰۸ و ۱۹۰ پ.م. آنتیوخوس سوم، پادشاه سلوکی توانست قلمروش را تا سرزمین‌های شرقی گسترش دهد و دوباره هریوا به‌دست سلوکیان افتاد. در سال ۱۶۷ پ.م. مهرداد یکم اشکانی، با شکست دادن اوکراتید یکم هریوا و برخی از سرزمین‌ها را از باکتریایی‌ها گرفت. از این زمان به بعد هریوا به بخشی از قلمرو اشکانی تیدیل شد.

## دوران ساسانی
هریوا در دوران ساسانی در سنگ‌نبشته‌ای در کعبه زرتشت واقع در نقش رستم به نام هریو (Harēv) و در فهرست مرکز استان‌های شاهنشاهی ساسانی به زبان پهلوی به نام هری (Hariy) یاد شده‌است. در دورهٔ ساسانی از مراکز مهم نظامی و منطقه مرزی در مقابله با هپتالیان بوده‌است. پیش از حملهٔ اعراب مسلمان به خراسان دارای اقلیت مسیحی نسطوری بود.

## دوران پس از اسلام
در سال ۳۱ ه‍.ق (حدود ۶۵۰ م) یا کمی پس از آن باوجود مقاومت سرسختانهٔ هروی‌ها، این شهر به دست اعراب مسلمان تصرف شد. در نوشته‌های تاریخی نظیر تاریخ بیهقی، هریوا به نام‌های هریوه، هریو، هری و هرات نیز آمده‌است. زر هریوه یا دینار هریوه که طلایی خالص و رایج، مسکوک ضرابخانهٔ هرات بوده مشهور است.